# E-AREA
『E-AREA』（イーエリア）は、新田恵利のセカンド・スタジオ・アルバム。1986年9月5日発売。発売元は、キャニオンレコード。

## 解説
前作「ERI」から4ヶ月後というハイペースでリリースされたセカンドアルバム。サードシングルの「不思議な手品のように」、新田自身の作詞による「Tradition」の他、松任谷由実作曲の「ボビーに片想い」（手塚さとみのカヴァー）など全10曲を収録。

なお、アルバムタイトルの「E-AREA」は、2005年よりスタートした新田のブログ（アメブロ）のタイトルにもなっている。

## 2008年盤
2008年7月には、ポニーキャニオンの復刻シリーズMyこれ!チョイスの一環として、本作「E-AREA」が復刻された。タイトルは『Myこれ!チョイス 17 E-AREA+シングルコレクション』。元の収録曲全10曲に加え、オリジナル盤の未収録のシングルA面8曲が収録されたほか、歌詞カードには、音楽ライターによる解説が掲載されている。

## 収録曲

### 1986年盤
1. Aliceのお誘い
  - 作詞: 秋元康、作曲・編曲: 後藤次利
2. 真夏の滑走路
  - 作詞: 秋元康、作曲・編曲: 後藤次利
3. Only Lonely Boy
  - 作詞、作曲: 高橋研、編曲: 松任谷正隆
4. 不思議な手品のように
  - 作詞: 秋元康、作曲・編曲: 後藤次利

  - 通算3枚目のソロ・シングル。表記はないが、アルバム・バージョン（冒頭に歌詞が追加されている）。
5. ボビーに片想い
  - 作詞: 松本隆、作曲: 松任谷由実、編曲: 松任谷正隆

  - 手塚さとみ（手塚理美）のシングルのカバー。
6. 遅い流星
  - 作詞: 秋元康、作曲: 高橋研、編曲: 松任谷正隆
7. テディベアの頃 -少女の香り-
  - 作詞: 秋元康、作曲・編曲: 佐藤準

  - おニャン子クラブの2枚目のシングル「およしになってねTEACHER」B面の曲。表記はないが、ソロで歌ったアルバム・バージョン。
8. 星の手紙
  - 作詞: 秋元康、作曲・編曲: 佐藤準

  - シングル「不思議な手品のように」B面の曲。
9. 夜風のウィンクムーン
  - 作詞: 麻生圭子、作曲・編曲: 松任谷正隆
10. Tradition
  - 作詞: 絵梨、作曲・編曲: 後藤次利

### 2008年盤
1. Aliceのお誘い
2. 真夏の滑走路
3. Only Lonely Boy
4. 不思議な手品のように
5. ボビーに片想い
6. 遅い流星
7. テディベアの頃 -少女の香り-
8. 星の手紙
9. 夜風のウィンクムーン
10. Tradition
11. 冬のオペラグラス
12. 恋のロープをほどかないで
13. 内緒で浪漫映画
14. 若草の招待状
15. Deja Vu -デジャ・ヴ-
16. WHO？
17. ロックンロール・ラブレター
18. プロローグ -いいだせなくて-

## 関連作品
- おニャン子クラブA面コレクション M-4
- おニャン子クラブB面コレクション M-7